# Nathaniel N. Craley

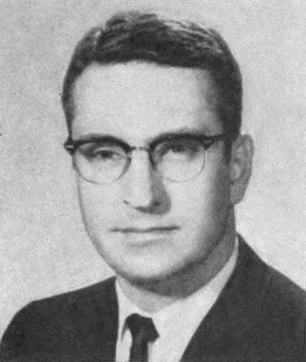
Nathaniel N. Craley (1965)

Nathaniel Neiman Craley Jr. (* 17. November 1927 in Red Lion, York County, Pennsylvania; † 18. Juni 2006 in Glen Rock, Pennsylvania) war ein US-amerikanischer Politiker. Zwischen 1965 und 1967 vertrat er den Bundesstaat Pennsylvania im US-Repräsentantenhaus.

## Werdegang
Nathaniel Craley besuchte die öffentlichen Schulen seiner Heimat und das York Collegiate Institute. 1946 absolvierte er die Taft School in Watertown (Connecticut). Er beendete seine Ausbildung im Jahr 1950 am Gettysburg College. Zwischen 1950 und 1965 arbeitete er als Möbelschreiner. In den Jahren 1958 und 1959 war er auch Lehrer für Wirtschaft und Geschichte am York Junior College. Gleichzeitig schlug er als Mitglied der Demokratischen Partei eine politische Laufbahn ein. Er war zwischen 1959 und 1965 Schatzmeister der Planungskommission im York County. Außerdem übte er dort weitere Ämter aus. In den Jahren 1962 bis 1964 war er auch Bezirksvorsitzender der Demokraten im York County.
Bei den Kongresswahlen des Jahres 1964 wurde Craley im 19. Wahlbezirk von Pennsylvania in das US-Repräsentantenhaus in Washington, D.C. gewählt, wo er am 3. Januar 1965 die Nachfolge des Republikaners George Atlee Goodling antrat. Da er im Jahr 1966 wieder gegen Goodling antrat und diesem unterlag, konnte er bis zum 3. Januar 1967 nur eine Legislaturperiode im Kongress absolvieren. Diese war von den Ereignissen des Vietnamkrieges und der Bürgerrechtsbewegung bestimmt.
Nach dem Ende seiner Zeit im US-Repräsentantenhaus arbeitete Nathaniel Craley zwischen 1967 und 1985 in verschiedenen Funktionen in der Verwaltung der pazifischen Territorien der Vereinigten Staaten. Danach zog er sich in den Ruhestand zurück. Er starb am 18. Juni 2006 in Glen Rock.